# Fion (pâtisserie)
Pour les articles homonymes, voir Fion (homonymie).
Le fion, fion vendéen ou flan maraîchin est un flan aux œufs parfumé.
Cette pâtisserie, typique du Marais breton, se prépare traditionnellement lors des fêtes de Pâques et des communions, époque à laquelle les poules pondent en abondance. À l'origine, il était fait dans un moule à bords très hauts.
Ce flan est composé d'une pâte qui après cuisson forme une sorte de croûte. Le flan proprement dit, appelé « fionée » ou « fionaï », est un mélange d'œufs et de lait, parfumé à la cannelle et à la vanille. Le flan maraîchin est un dérivé de la fionaïe entourée de pâte.